# 메모리 블록
메모리 블록(memory block)은 컴퓨터 과학에서 운영 체제 또는 프로그램이 기억공간을 임의적으로 분할하여 사용하는 하나의 단위를 말한다. 블록의 크기가 일정한 것을 페이지, 그렇지 않은 것을 세그먼트라고 한다.

## 같이 보기
- 컴퓨터 메모리